# José Alonso Ruiz de Conejares
José Alonso Ruiz de Conejares (Corella, 1781 - Madrid, 1855) fue un jurista y político liberal español.
Formado en leyes, desarrolló su profesión como jurista tanto como fiscal como magistrado de distintas Audiencias, llegando a serlo del Tribunal Supremo cuya presidencia ostentó durante un breve mandato entre los años 1854 y 1855. A él se debe la Ley de Modificación de los Fueros de Navarra (Ley paccionada) en 1841, cuando ocupó la cartera de Ministro de Gracia y Justicia durante la Regencia de Baldomero Espartero. Hombre de profundas convicciones liberales, apostó decididamente por la libertad de comercio. Fue autor de Recopilación y Comentarios de los Fueros y Leyes del Antiguo Reino de Navarra, que han quedado vigentes después de la modificación hecha por la Ley Paccionada de agosto de 1841, publicada por vez primera en 1848, obra de referencia fundamental en la interpretación del derecho foral navarro.
| Predecesor: Francisco Olabarrieta | Presidente del Tribunal Supremo 1854 - 1855 | Sucesor: Claudio Antón de Luzuriaga |